# Walter Abbott
Walter Abbott (17 de diciembre de 1877-1 de febrero de 1941) fue un jugador profesional de fútbol inglés, que anotó 104 goles en 392 partidos en la Football League jugando para el Birmingham City, el Everton y el Burnley. Fue convocado una vez por la selección de fútbol de Inglaterra.

## Honores
Con Small Heath:
- Football League Second Division: Goleador de la campaña 1898-99.[1]

Con Everton:
- Football League First Division: Subcampeón de la campaña 1902 y 1905.
- FA Cup: Campeón en 1906 y subcampeón en 1907.